# Breznik (ort)
Breznik (bulgariska: Брезник) är en ort i Bulgarien.   Den ligger i kommunen Obsjtina Breznik och regionen Pernik, i den västra delen av landet, 40 km väster om huvudstaden Sofia. Breznik ligger 764 meter över havet och antalet invånare är 4 004.
Terrängen runt Breznik är kuperad norrut, men söderut är den platt. Närmaste större samhälle är Pernik, 19,2 km sydost om Breznik. 
Trakten runt Breznik består i huvudsak av gräsmarker. Runt Breznik är det ganska tätbefolkat, med 172 invånare per kvadratkilometer.